# 通俗教育馆旧址

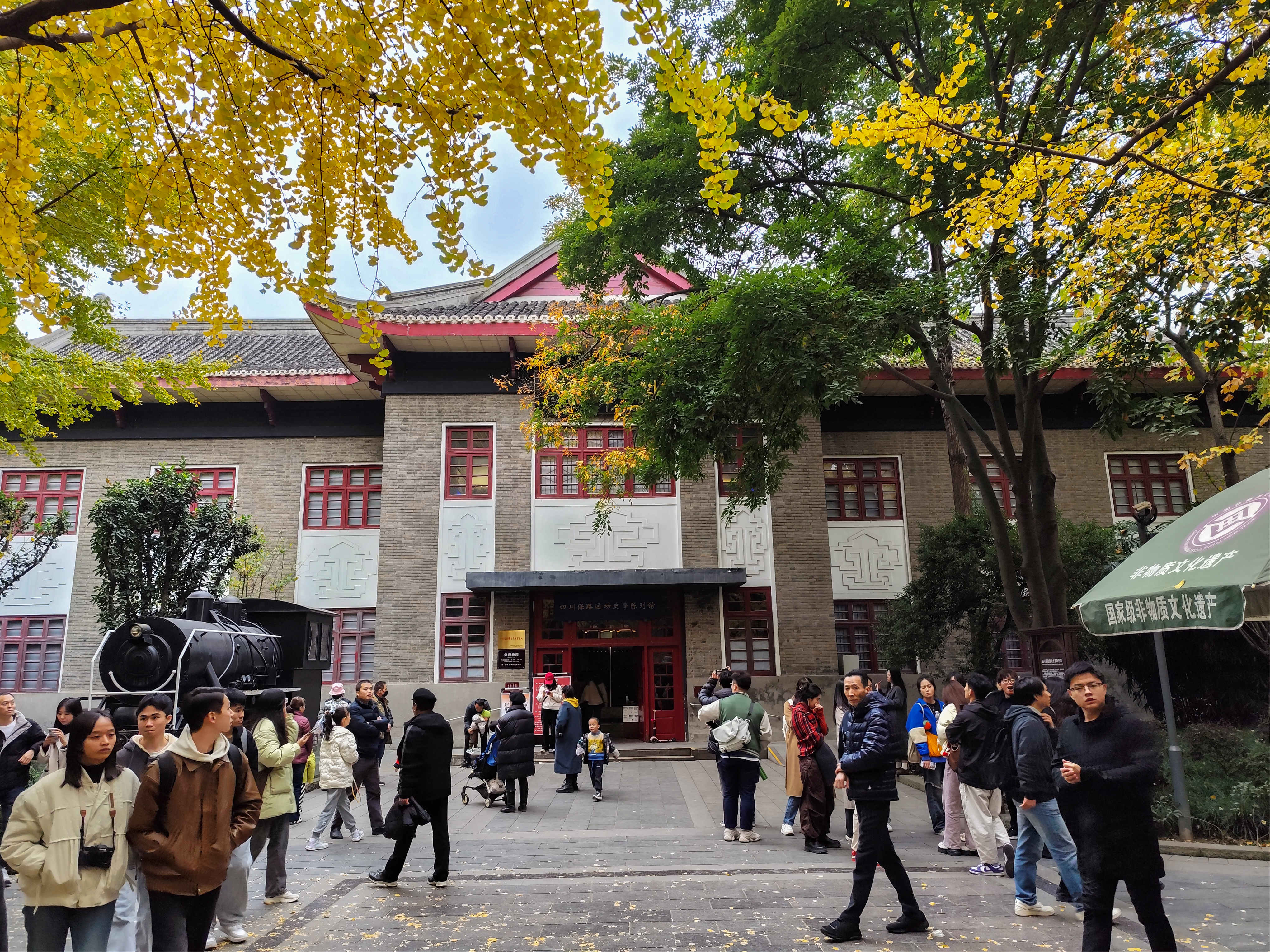
通俗教育馆旧址前的游客

四川保路运动史事陈列馆，又名银杏阁，位于中华人民共和国四川省成都市人民公园内，陈列四川保路运动相关史事。1924年，四川军务行政都督杨森委成都市政督办王瓒绪开办通俗教育馆，卢作孚任馆长。2007年改为四川保路运动史事陈列馆。2021年重新布展，2022年6月重新开馆。建筑为一座两层砖木结构平房，坐南朝北，高12.5米，占地面积约581平方米，面阔5间、36.33米，进深2间、16.02米。陈列馆共6间展厅，总面积约1000平方米。2020年以“人民公园近现代建筑群”的名义列入成都市文物保护单位。